# Lagartos de Bambadinca
 (septembre 2016).
Si vous disposez d'ouvrages ou d'articles de référence ou si vous connaissez des sites web de qualité traitant du thème abordé ici, merci de compléter l'article en donnant les références utiles à sa vérifiabilité et en les liant à la section « Notes et références ».
Maillots
Actualités
Le Lagartos de Bambadinca est un club bissau-guinéen de football basé à Bambadinca.

## Histoire
En 2023, le club allait subir une disqualification de la deuxième division, mais a été gracié par le Comité Exécutif de la Fédération de Football de Guinée-Bissau.

## Palmarès et records

### Palmarès
Le palmarès du club reste à ce jour totalement vierge.
| Compétitions nationales | Compétitions internationales |
| --- | --- |
| - Championnat de Guinée-Bissau (0) - Champion : Néant - Vice-Champion : Néant - Coupe de Guinée-Bissau (0) - Vainqueur : Néant - Finaliste : 2015 - Supercoupe de Guinée-Bissau (0) - Vainqueur : Néant - Finaliste : 2015 | - Coupe des clubs champions africains (0) - Meilleure performance : néant - Coupe d'Afrique des vainqueurs de coupe (0) - Meilleure performance : néant - Coupe de la confédération (0) - Meilleure performance : néant |

### Participation aux compétitions africaines
Néant.

#### Bilan
Néant